# Reino da Polônia (1025–1385)
O Reino da Polónia (português europeu) ou Reino da Polônia (português brasileiro) (Polonês: Królestwo Polskie; Latim: Regnum Poloniae) era um estado polonês que surgiu com a coroação do rei Boleslau I, o Bravo em 1025 e que teve seu fim quando houve a união com o Grão-Ducado da Lituânia (a chamada União de Krewo) e a ascensão da dinastia Jaguelônica em 1385.

## O Antigo Reino
As bases do desenvolvimento do estado polonês foi colocado pela dinastia Piast, na qual tinha sido proeminente desde o século X. A conversão do duque Miecislau I (Polonês: Mieszko I) ao cristianismo pavimentou o caminho para a Polônia se tornar um membro da família dos reinos cristãos. Em 1000 durante o Congresso de Gnienzo, a Polônia estava reconhecida como um estado pelo Sacro Império Romano-Germânico e o Papa. Em 1025 o duque Boleslau I, o Bravo era coroado como Rei da Polônia, marcando a data inicial do reino polonês, embora por longos anos os poloneses eram governados não por reis, mas por duques.
O rei governava o país na sua própria responsabilidade, mas esperava-se o respeito ao costumes tradicionais de seu povo. A sucessão ao trono não era legalmente restrita ao primogênito, todos os filhos do rei ou do duque tinham os mesmos direitos de herança e aquele que de alguma forma provou ser o mais forte, sucedia o trono.

### Período de fragmentação
O duque Boleslau III, que reinou de 1102 a 1138, tentou dar fim aos repetidas lutas entre várias revindicações pelo cenário do governo da Polônia em uma posição mais formal. Em seu testamento, ele dividiu suas terras em 5 ducados e distribuiu a todos os seus filhos.
Para garantir a unidade, ele estabeleceu o Princípio Senhorial, que declarou que o membro mais velho da dinastia poderia ser o alto-duque e ter poder supremo sobre os outros duques. O alto-duque reinava, em adição ao ducado que ele herdou, sobre invisível parte senhorial uma vasta tira de terra correndo abaixo de norte à sul o interior da Polônia, com Cracóvia como cidade-chefe. As prerrogativas do alto-duque também incluía o controle sobre a Pomerânia, um feudo do Sacro Império Romano-Germânico.
Enquanto a parte senhorial sempre caía no membro da dinastia que passou a ser senhor, os outros quatros duques eram herdados no caminho comum aos filhos de Boleslau. Estas provisões eram logo quebradas, contudo, com os vários duques tentando ganhar a posição de alto-duque por eles mesmos, independentemente da real prioridade. As provisões, pretendidas a garantir a unidade, fragmentou o país ainda mais e resultou no declínio do poder monárquico. A Polônia chegou a mesmo sofrer influência dos reis premislidas da Boêmia, cuja dinastia morreu antes de poder ganhar alguma posição estável na Polônia.
A ascensão do duque dos Piast, Vladislau I, pôs o fim das lutas de poder à toda nobreza polonesa. Ele uniu diversos principados da Polônia e em 1320 ele é coroado rei. O seu filho Casimiro III, o Grande fortemente reforçou o estado polonês tanto em assuntos estrangeiros quanto em domésticos.

## Ver Também
- História da Polônia
- Lista de monarcas da Polônia